# جون مارى بوار
جون مارى بوار (بالفرنسية: Jean-Marie Poiré )‏ (و. 1945  م) هو مخرج أفلام، وكاتب سيناريو، ومنتج أفلام فرنسي، ولد في باريس.

## وصلات خارجية
- جون مارى بوار على موقع IMDb (الإنجليزية)
- جون مارى بوار على موقع ألو سيني (الفرنسية)
- جون مارى بوار على موقع أول موفي (الإنجليزية)
- جون مارى بوار على موقع قاعدة بيانات الأفلام السويدية (السويدية)
- جون مارى بوار على موقع إن إن دي بي (الإنجليزية)
- جون مارى بوار على موقع قاعدة بيانات الفيلم (الإنجليزية)
- جون مارى بوار على موقع كينوبويسك (الروسية)